# Palacio de San Esteban (Murcia)
El Palacio de San Esteban es la sede de la Presidencia de la Región de Murcia y del Consejo de Gobierno de esta comunidad autónoma, situado en el antiguo Colegio de San Esteban de la ciudad de Murcia (Región de Murcia, España), conjunto monumental edificado por los jesuitas en el siglo XVI, declarado Monumento Nacional en 1931.
Se encuentra en el centro de la capital, entre la calle de Acisclo Díaz y el jardín de San Esteban.

## Historia
La historia del edificio comienza en 1555, cuando se funda en Murcia uno de los primeros colegios de la Compañía de Jesús en España, gracias a la ayuda económica y la iniciativa personal de Don Esteban de Almeyda, obispo de la Diócesis de Cartagena entre 1546 y 1563. Es en su honor que el colegio recibió el nombre de San Esteban.
Las obras del cuerpo principal del conjunto monástico, construido en las proximidades de la parroquia de San Miguel, en pleno arrabal de la Arrixaca, se terminaron en 1557, mientras que la iglesia quedó finalizada en 1569. En 1599, durante el episcopado de Sancho Dávila, se fundó el anexo Colegio de Nuestra Señora de la Anunciata, dirigido también por la Compañía de Jesús.

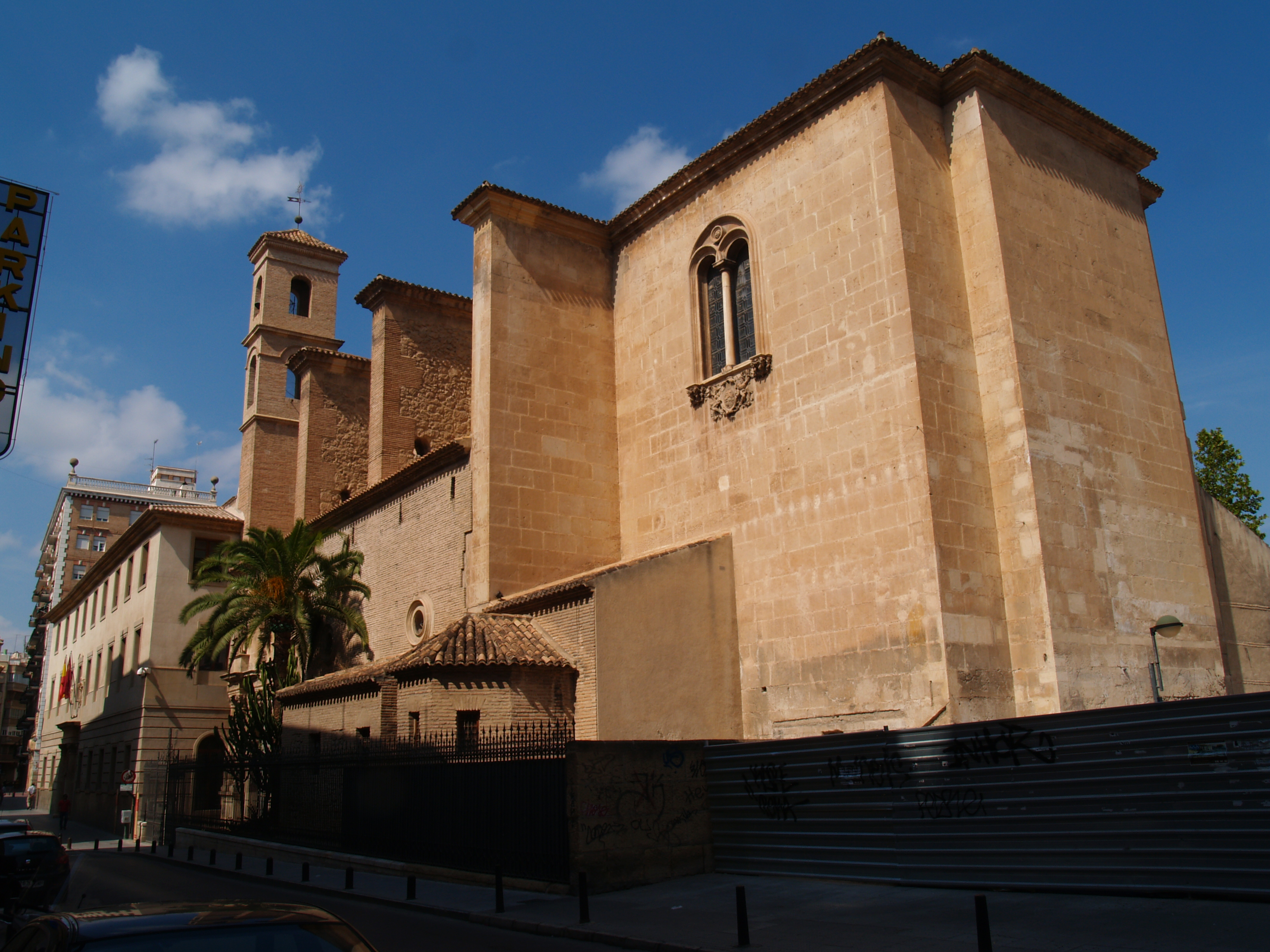
Iglesia de San Esteban con el antiguo Colegio de la Compañía (actual palacio) al fondo.

Muy pronto se convertiría en un lugar de referencia para inquietudes no solo religiosas, sino también científicas y humanísticas. Con el paso del tiempo se llegaron a impartir estudios de gramática, filosofía, teología, escolástica moral y escritura. Durante dos siglos se formaron en él la mayor parte de los hombres de letras del Reino de Murcia, como el licenciado Francisco Cascales, o el mismísimo Francisco Salzillo. El Colegio de la Compañía contó también con rectores de gran preparación, como Juan Bautista de Barma o Pedro Doménech, entre otros.
Tras la expulsión de los jesuitas de España en 1767, las dependencias del colegio sirvieron de cuartel a una compañía de Dragones de la Reina. Más tarde, en 1777, se estableció en el edificio la Casa de Misericordia, y ya posteriormente se edificó un anexo como Manicomio Provincial (que hoy día ya no existe).
El antiguo colegio de San Esteban fue declarado Monumento Nacional en 1931, instalándose posteriormente en él el ya inexistente museo del traje folclórico.
En 1949 se fundó la Cofradía del Santísimo Cristo de la Misericordia, cuyo titular es un crucificado del siglo XVI obra de Domingo Beltrán, imagen que se custodiaba en el edificio. La procesión sale cada Viernes Santo por la tarde desde la iglesia de San Esteban.
En 1972 se planteó el derribo del inmueble del colegio dado su calamitoso estado de ruina. En 1984 se decidió convertirlo en la sede de la Presidencia de la Región de Murcia y del Consejo de Gobierno Autonómico. Desde entonces se le conoce como Palacio de San Esteban, habilitándose la iglesia como sala de exposiciones temporales (la conocida Sala de San Esteban), y los antiguos huertos de la Compañía así como el solar donde se situaba el antiguo Manicomio Provincial pasaron a ser el jardín público de San Esteban.

## Arquitectura

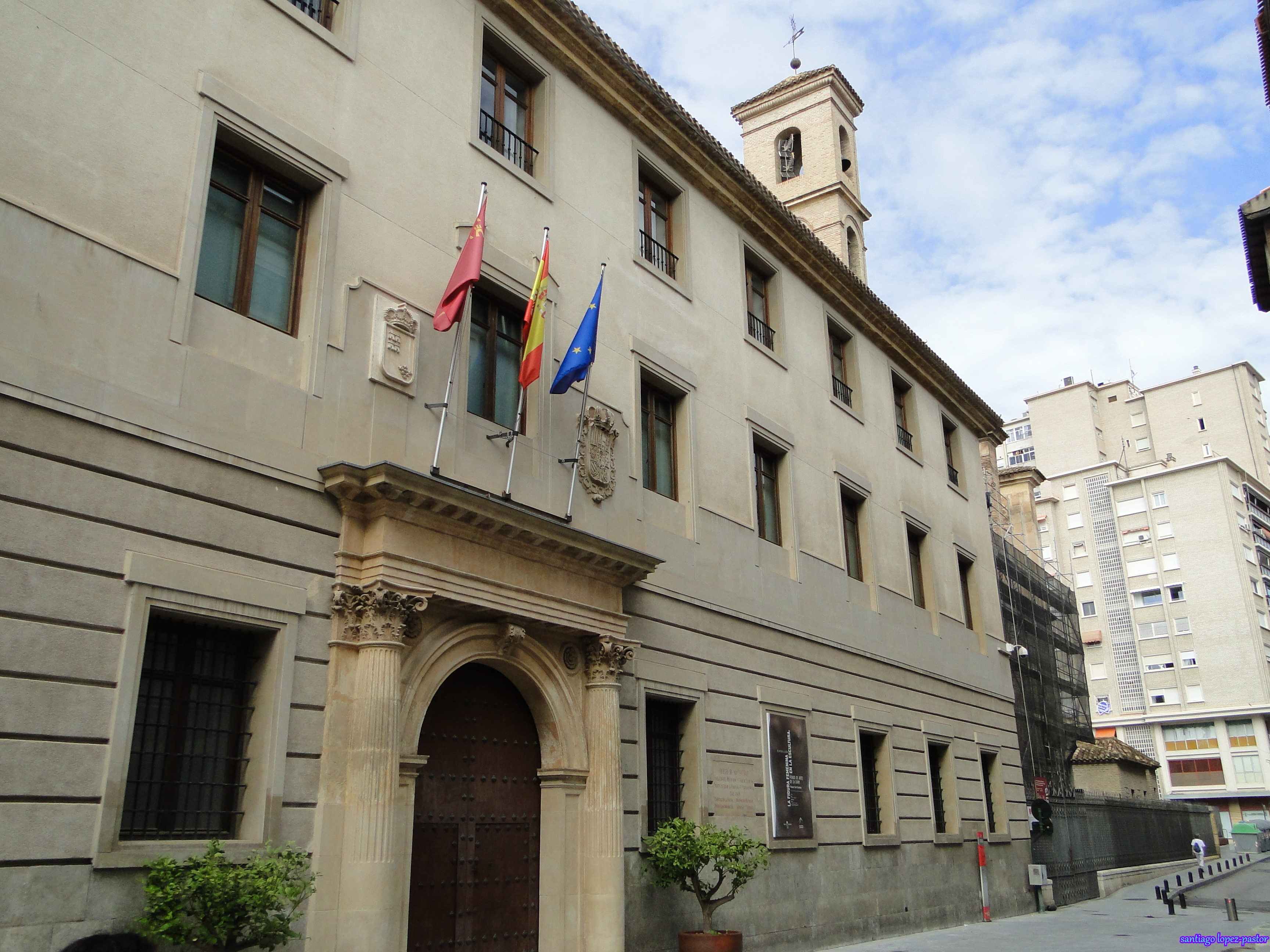
Fachada principal del antiguo colegio de San Esteban

Las trazas del colegio de la Compañía de Jesús se encargaron a Jerónimo Quijano y Juan Inglés, que en aquellos años del siglo XVI se encontraban trabajando en las obras de la torre de la Catedral de Murcia y de la capilla de Junterón.
El convento cuenta con dos claustros o patios. El primero que se ejecutó es de estilo renacentista, con elegantes columnas toscanas de mármol siguiendo modelos andaluces, datándose su terminación en 1557, mientras que el segundo fue ejecutado posteriormente, por lo que su ornamentación está más cercana al barroco.
En cuanto a lo que respecta la iglesia, su portada; que es de autor desconocido, responde al esquema frecuente de «arco de triunfo» sobre la que se instalaron a finales del siglo XVII las esculturas de San Ignacio y San Francisco Javier. Entre las columnas se observan las figuras de San Lucas y Santa Catalina. El interior del templo, de esbeltas proporciones y gran monumentalidad, responde a un original modelo de bóvedas de arcaica solución gótica.

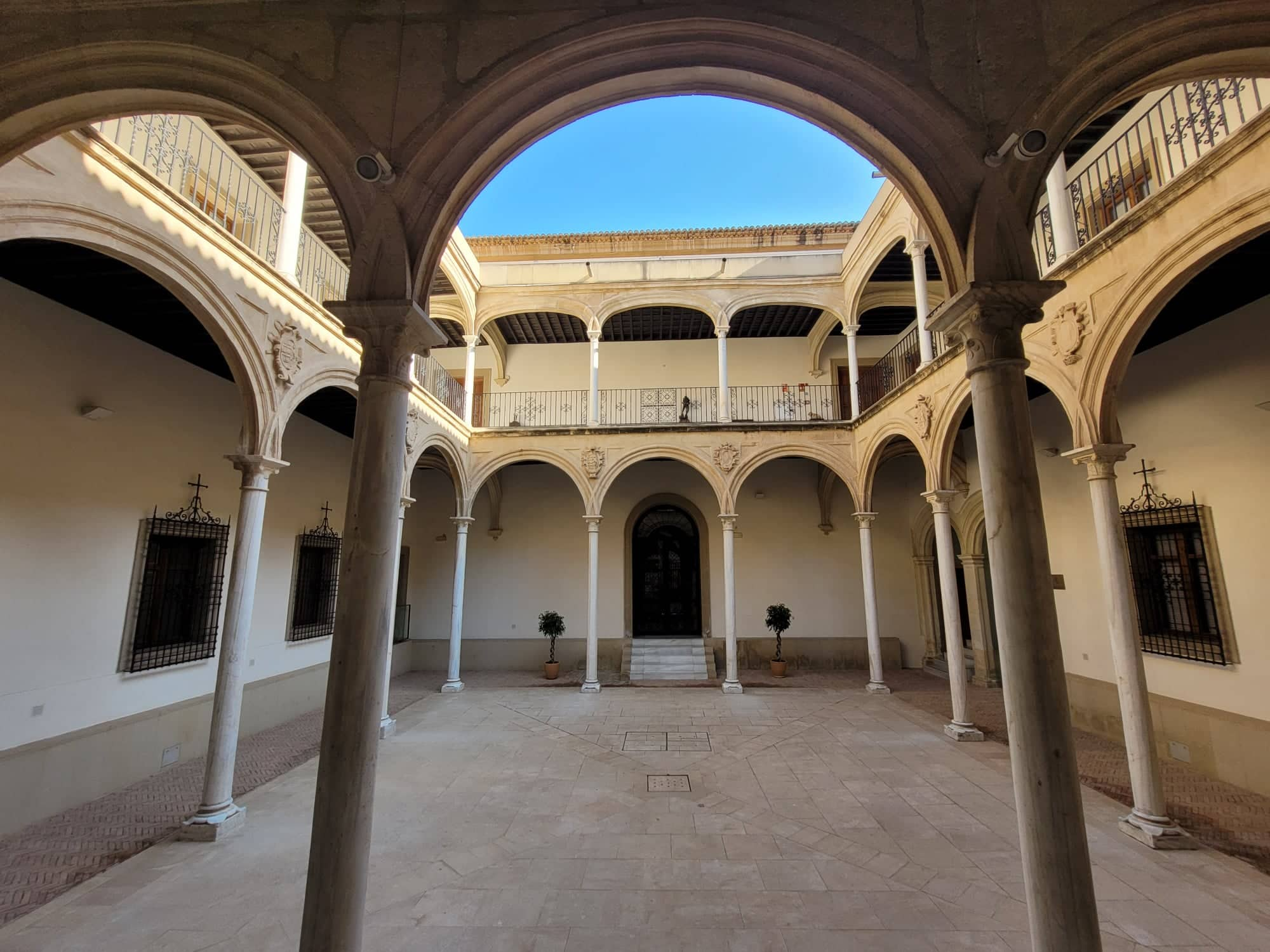
Claustro renacentista de San Esteban

En el interior de la iglesia se dispuso en 1572 el sepulcro del creador de la institución, el obispo Esteban de Almeyda, destacada obra renacentista del escultor italiano Bartolomé de Lugano. Al quedar habilitada la iglesia como sala de exposiciones, el magnífico sepulcro se retiró al igual que quedaron ocultos los retablos de las capillas laterales, que pertenecen estilísticamente a la primera etapa del retablo barroco murciano del siglo XVIII, prolongación de los últimos del XVII, que a pesar de las composiciones equilibradas causan un gran impacto visual por su abigarrada decoración.
Destaca también el retablo de la capilla mayor, uno de los monumentos renacentistas más importantes de la ciudad de Murcia y su región, no solo por su diseño arquitectónico, sino por ser una de las pocas piezas de ese tipo ejecutadas parcialmente en piedra. Los autores del dorado y policromado de la parte central del mismo (realizado en madera), fueron Jerónimo Espinosa y Jerónimo de la Lanza.

## Conjunto arqueológico de San Esteban

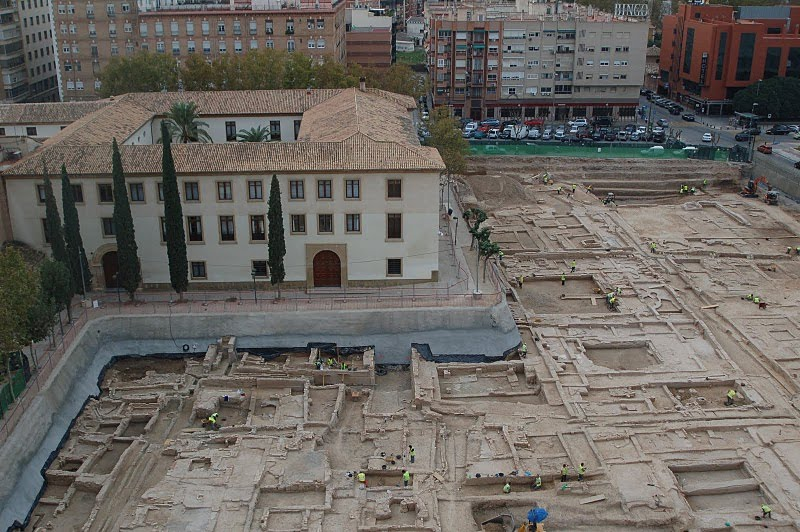
Vista del conjunto arqueológico poco después de ser descubierto, con la zona norte del palacio en la parte superior izquierda de la imagen

En 2009 se encontraron importantes restos de un barrio árabe de los siglos XII y XIII (el arrabal de la Arrixaca) en el Jardín de San Esteban, en donde estaba previsto un aparcamiento subterráneo.
Arqueólogos como José María Luzón Nogué cualificaron los restos encontrados como «historia de una época que no hay una ciudad que pueda mostrarla en esta extensión en ningún otro lugar».
Tras fuertes protestas ciudadanas y una orden judicial, el presidente de la Región de Murcia, Ramón Luis Valcárcel, declaró oficialmente que no se iba a construir el "parking". Asociaciones solicitaron la declaración BIC para el yacimiento, aprobándose el 11 de enero de 2010. El catedrático de Historia Medieval de la Universidad de Granada, Antonio Malpica, ha destacado «el extraordinario valor histórico y arqueológico» de los restos, cuya musealización está en proyecto.

## Galería

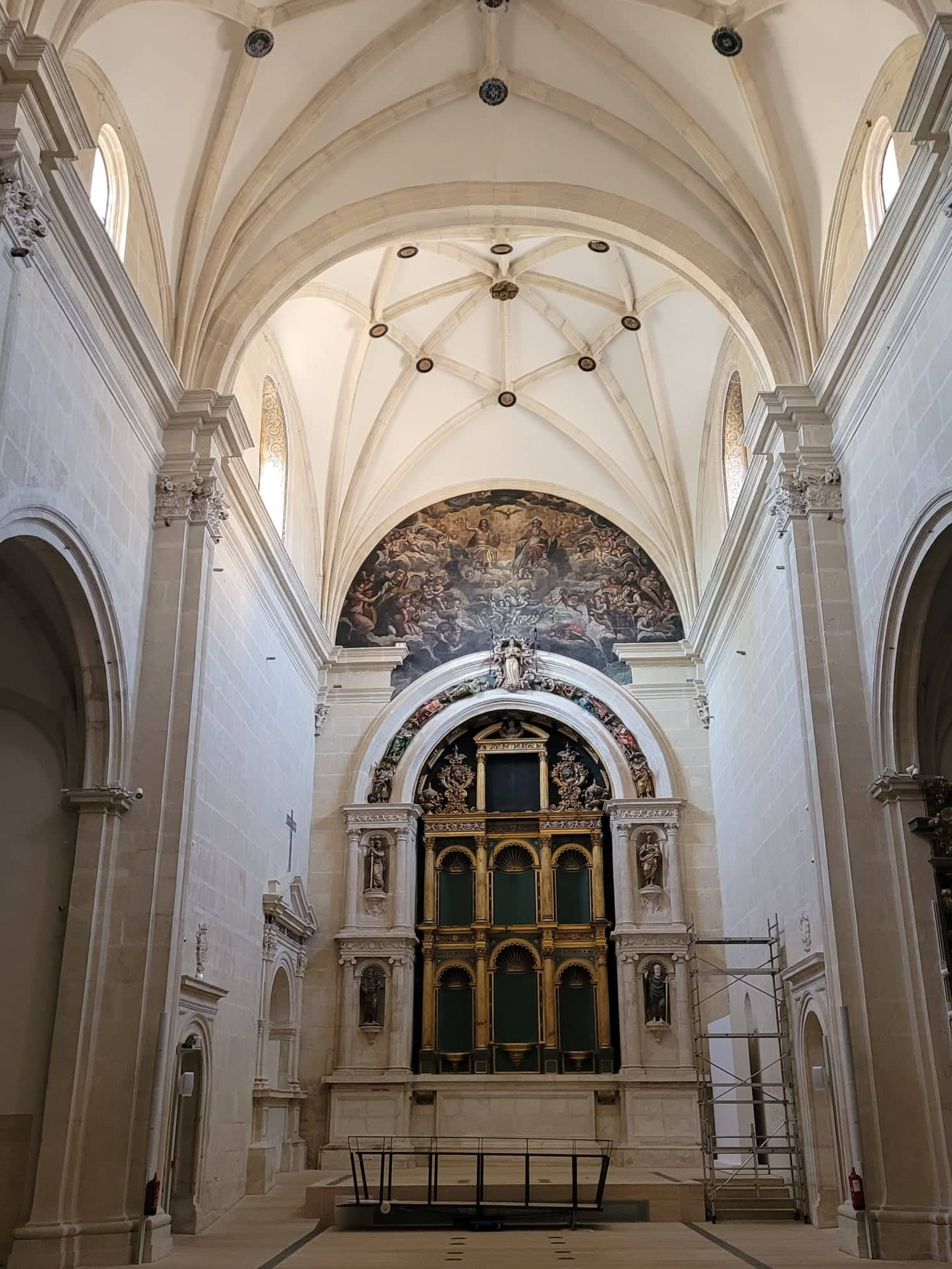
Interior de la Iglesia de San Esteban.
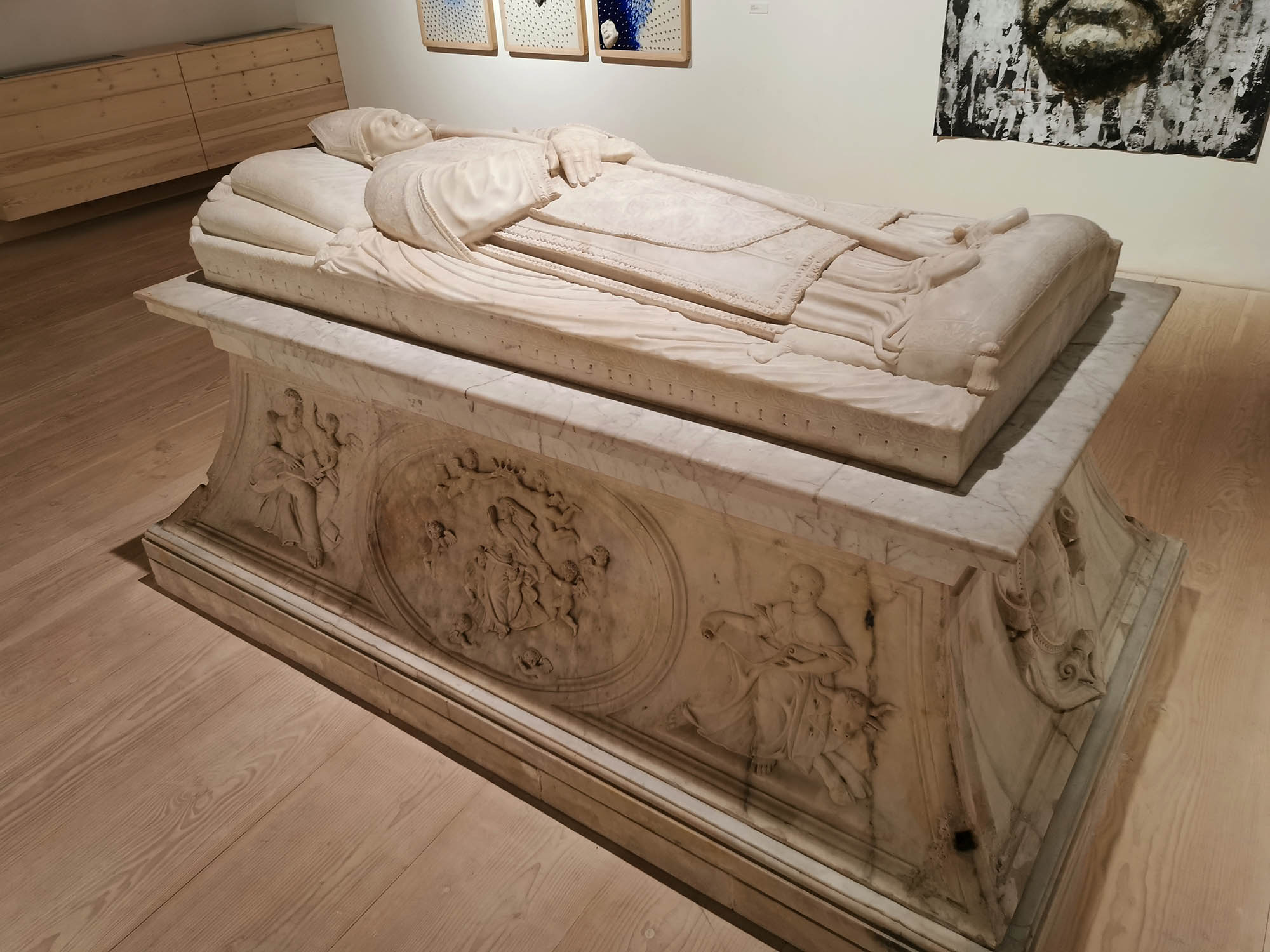
Sepulcro de Esteban de Almeyda
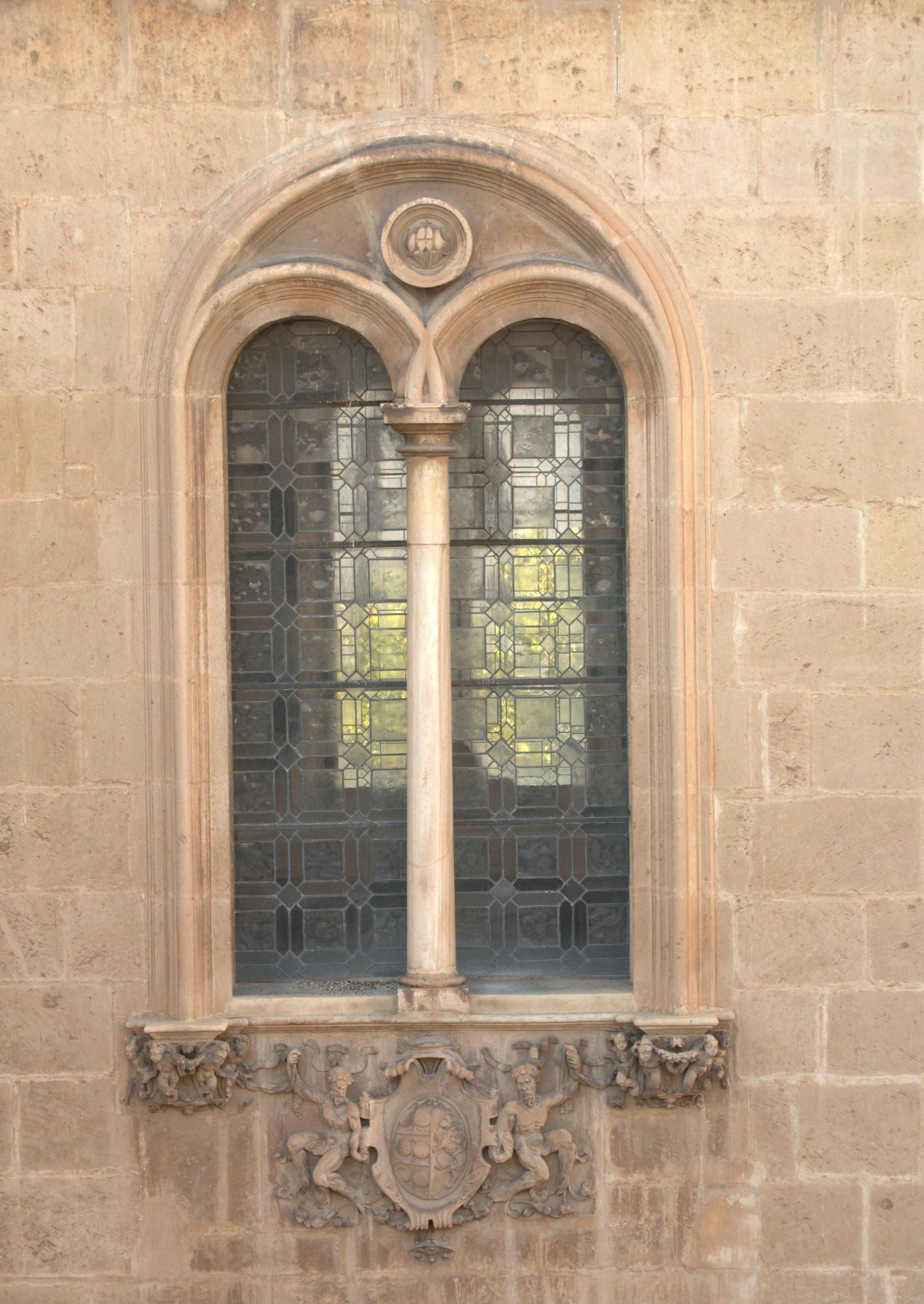
Ventana renacentista de la Iglesia de San Esteban.
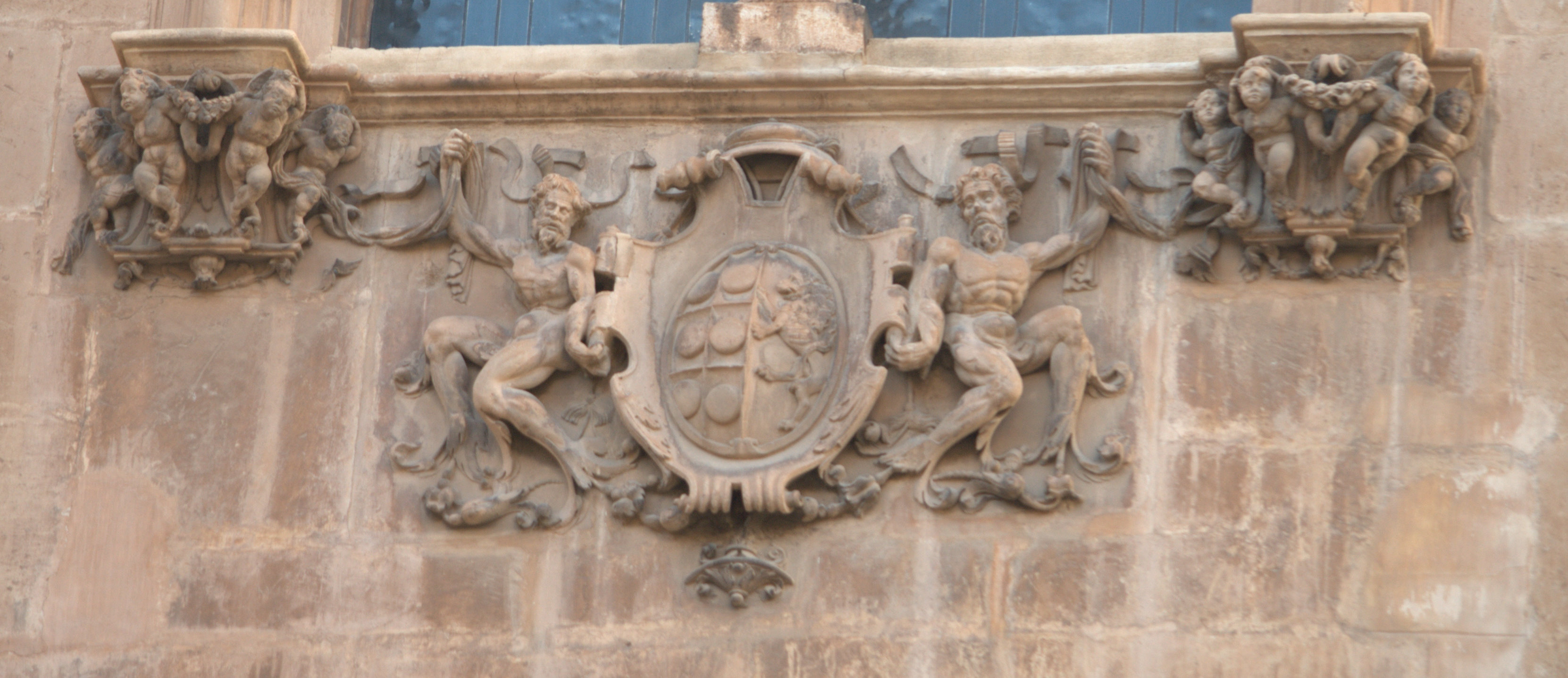
Detalle de los bajorrelieves de la ventana de la Iglesia de San Esteban.